# Chandrashekhar Agashe

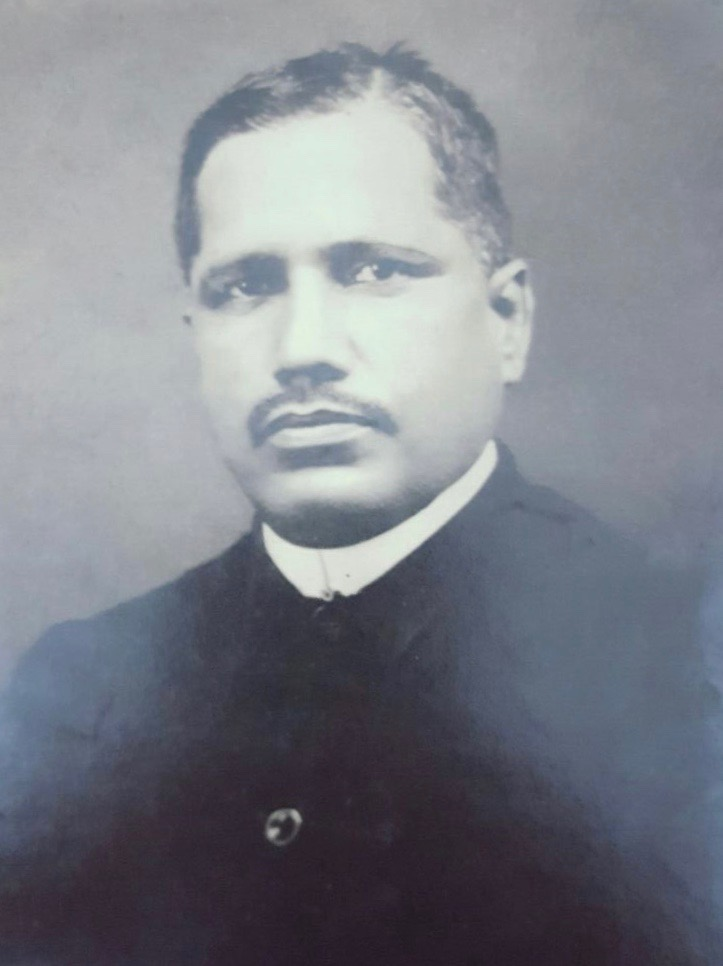
Chandrashekhar Agashe in den 1930ern

Chandrasekhar Govind Agashe (* 14. Februar 1888; † 9. Juni 1956) war ein indischer Industrieller, der als Begründer der Brihan Maharashtra Sugar Syndicate Ltd. bekannt ist. Das Chandrashekhar Agashe College of Physical Education, die Chandrashekhar-Agashe-Straße in Shaniwar Peth, Pune und das Chandrashekhar Agashe Museum im Raja-Dinkar-Kelkar-Museum sind nach ihm benannt.